# Juan del Río Martín

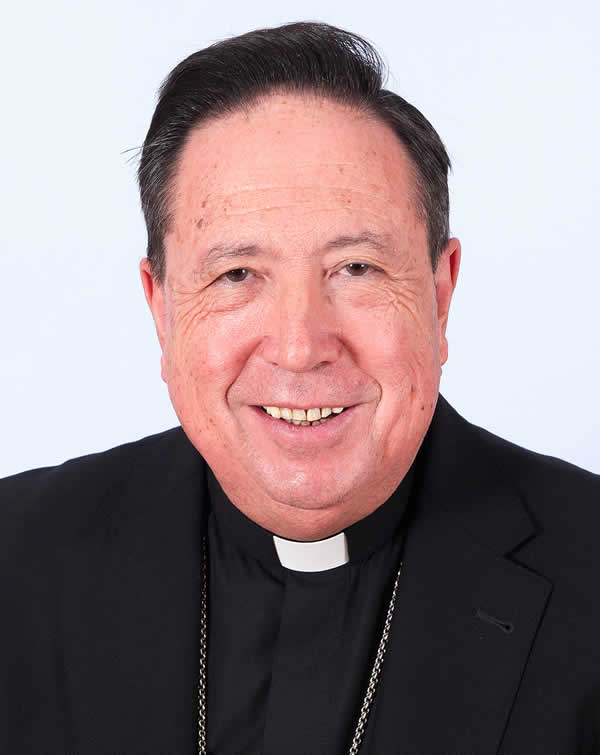
Erzbischof Juan del Río Martín (2016)

Juan del Río Martín (* 14. Oktober 1947 in Ayamonte; † 28. Januar 2021 in Madrid) war ein spanischer Geistlicher und römisch-katholischer Militärerzbischof von Spanien.

## Leben
Juan del Río Martín trat in das Priesterseminar von Sevilla ein und studierte Philosophie und Theologie. Er empfing am 2. Februar 1974 die Priesterweihe für das Erzbistum Sevilla und studierte anschließend Sozialwissenschaften an der Universität Granada. Ab 1979 absolvierte er ein Doktoratsstudium in Dogmatischer Theologie an der Päpstlichen Universität Gregoriana ab und wurde mit einer Arbeit über die Ekklesiologie des Heiligen Johannes von Avila promoviert.

Erzbischofswappen

Er war zunächst Lehrer am Kleinen Seminar von Pilas (1974–1979) und Pfarrer von Sta. María la Mayor de Pilas (1976–1979). 1984 wurde er Vizerektor des Diözesanseminars von Sevilla (1984–1987) sowie Professor für Theologie am Zentrum für theologische Studien von Sevilla und Spiritual am Seminar in Sevilla (1984–2000) sowie an der High School Institute „Ramón Carande“ in Sevilla (1984–1987). Zudem war er Diözesandelegierter der Universitätspastoral (1987–2000) sowie Direktor des Informationsbüros ODISUR der Bischöfe von Südspanien (1988–2000) und Sekretär des Presbyteralrats der Diözese Sevilla (1995–2000). Von 1993 bis 2000 war er Professor am Institut für Liturgie „San Isidoro“ von Sevilla (1993–2000) und Professor für Theologie an der Universität Sevilla (1994–2000).
Papst Johannes Paul II. ernannte ihn am 29. Juni 2000 zum Bischof von Jerez de la Frontera. Die Bischofsweihe spendete ihm in der Kathedrale von Jerez de la Frontera der Apostolische Nuntius in Spanien und Andorra, Erzbischof Manuel Monteiro de Castro, am 23. September desselben Jahres; Mitkonsekratoren waren Carlos Kardinal Amigo Vallejo OFM, Erzbischof von Sevilla, und Rafael Bellido Caro, Altbischof von Jerez de la Frontera. Als Wahlspruch wählte er Opus Iustitiae Pax.
Papst Benedikt XVI. ernannte ihn am 30. Juni 2008 zum Militärerzbischof von Spanien und zum Apostolischen Administrator von Asidonia-Jerez. 2009 wurde er zum Mitglied des Ständigen Kommission der CEE ernannt und in den Zentralrat der Militärischen Ordinariate berufen. Er war von 2017 bis 2020 Mitglied des Wirtschaftsrates und der Bischofskommission für soziale Medien; seit März 2020 hatte er die Präsidentschaft der Bischofskommission für soziale Kommunikation der spanischen Bischofskonferenz CEE inne.
Juan del Río Martín starb nach intensivmedizinischer Betreuung im Militärkrankenhaus Hospital Central de la Defensa Gómez Ulla in Madrid im Alter von 73 Jahren nach einer SARS-CoV-2-Infektion.